# Rachecourt-sur-Marne
Pour les articles homonymes, voir Rachecourt (homonymie).
Rachecourt-sur-Marne est une commune française située dans le département de la Haute-Marne, en région Grand Est.

## Géographie
Le bourg est situé dans les environs de Saint-Dizier et Joinville.

### Localisation
Les communes limitrophes sont  Bayard-sur-Marne, Chevillon, Maizières et Troisfontaines-la-Ville.

### Hydrographie
La commune est dans la région hydrographique « la Seine de sa source au confluent de l'Oise (exclu) » au sein du bassin Seine-Normandie. Elle est drainée par le canal de la Marne a la Saone, la Marne et,.
La Marne  prend sa source sur le plateau de Langres, dans la commune de Saints-Geosmes (Haute-Marne) et se jette dans la Seine entre Charenton-le-Pont et Alfortville (Val-de-Marne) dans le quartier de Conflans-l'Archevêque. Elle constitue une limite territoriale est de la commune.
Le canal de la Marne à la Saône traverse le territoire communal sur une petite partie est. Il est un canal à bief de partage au gabarit Freycinet, d'une longueur de 160 km reliant les vallées de la Marne et de la Saône, géré par les Voies navigables de France.

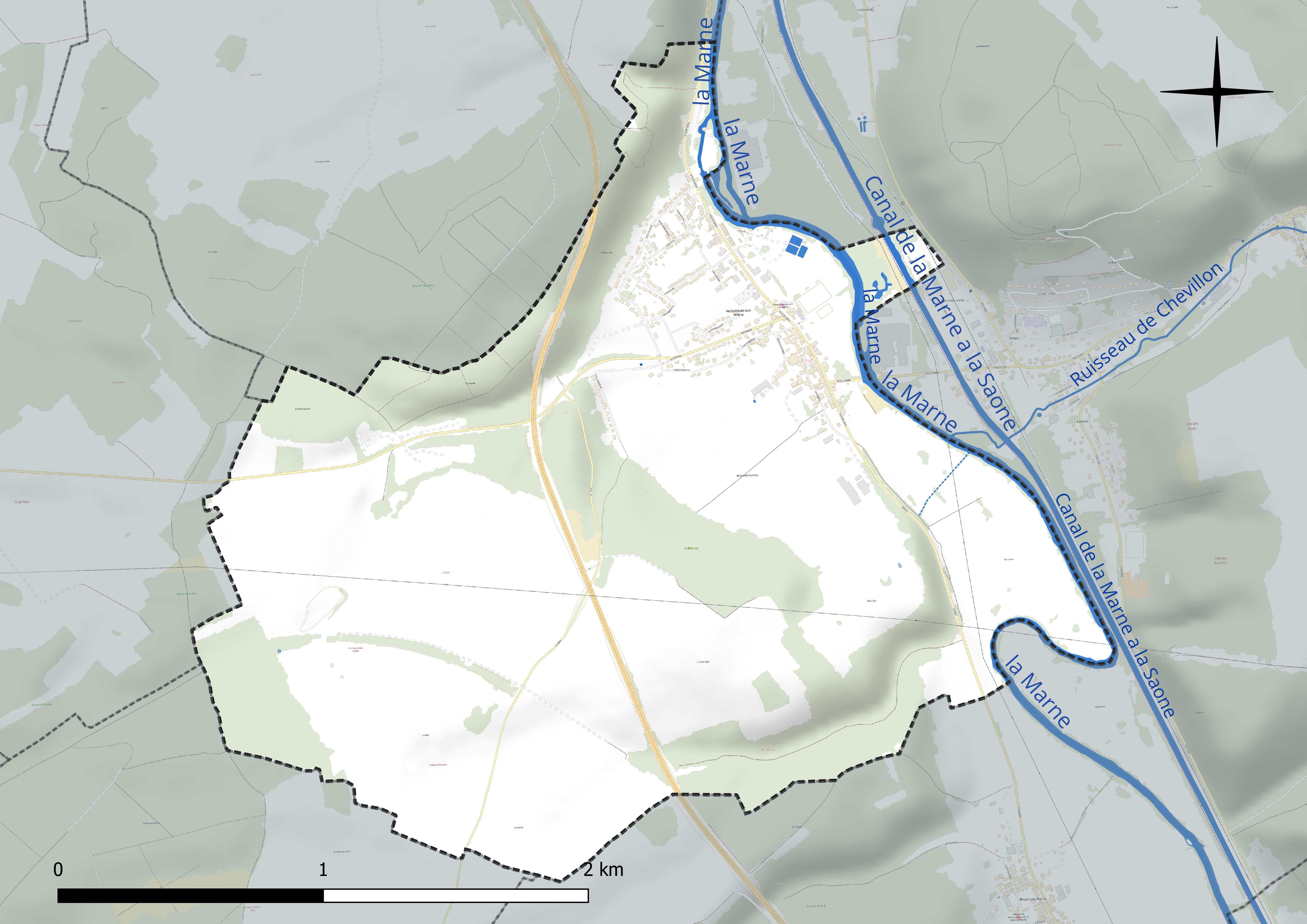
Réseau hydrographique de Rachecourt-sur-Marne.

### Climat
Pour des articles plus généraux, voir Climat du Grand Est et Climat de la Haute-Marne.
En 2010, le climat de la commune est de type climat de montagne, selon une étude du Centre national de la recherche scientifique s'appuyant sur une série de données couvrant la période 1971-2000. En 2020, Météo-France publie une typologie des climats de la France métropolitaine dans laquelle la commune est exposée à un climat océanique altéré et est dans la région climatique Lorraine, plateau de Langres, Morvan, caractérisée par un hiver rude (1,5 °C), des vents modérés et des brouillards fréquents en automne et hiver.
Pour la période 1971-2000, la température annuelle moyenne est de 10,3 °C, avec une amplitude thermique annuelle de 15,9 °C. Le cumul annuel moyen de précipitations est de 990 mm, avec 13,4 jours de précipitations en janvier et 9,6 jours en juillet. Pour la période 1991-2020, la température moyenne annuelle observée sur la station météorologique de Météo-France la plus proche, « Chevillon_sapc », sur la commune de Chevillon à 2 km à vol d'oiseau, est de 11,1 °C et le cumul annuel moyen de précipitations est de 982,1 mm. 
La température maximale relevée sur cette station est de 40,6 °C, atteinte le 25 juillet 2019 ; la température minimale est de −17,4 °C, atteinte le 20 décembre 2009,,.
Les paramètres climatiques de la commune ont été estimés pour le milieu du siècle (2041-2070) selon différents scénarios d'émission de gaz à effet de serre à partir des nouvelles projections climatiques de référence DRIAS-2020. Ils sont consultables sur un site dédié publié par Météo-France en novembre 2022.

## Urbanisme

### Typologie
Au 1er janvier 2024, Rachecourt-sur-Marne est catégorisée commune rurale à habitat dispersé, selon la nouvelle grille communale de densité à sept niveaux définie par l'Insee en 2022.
Elle est située hors unité urbaine. Par ailleurs la commune fait partie de l'aire d'attraction de Saint-Dizier, dont elle est une commune de la couronne,. Cette aire, qui regroupe 72 communes, est catégorisée dans les aires de 50 000 à moins de 200 000 habitants,.

### Occupation des sols

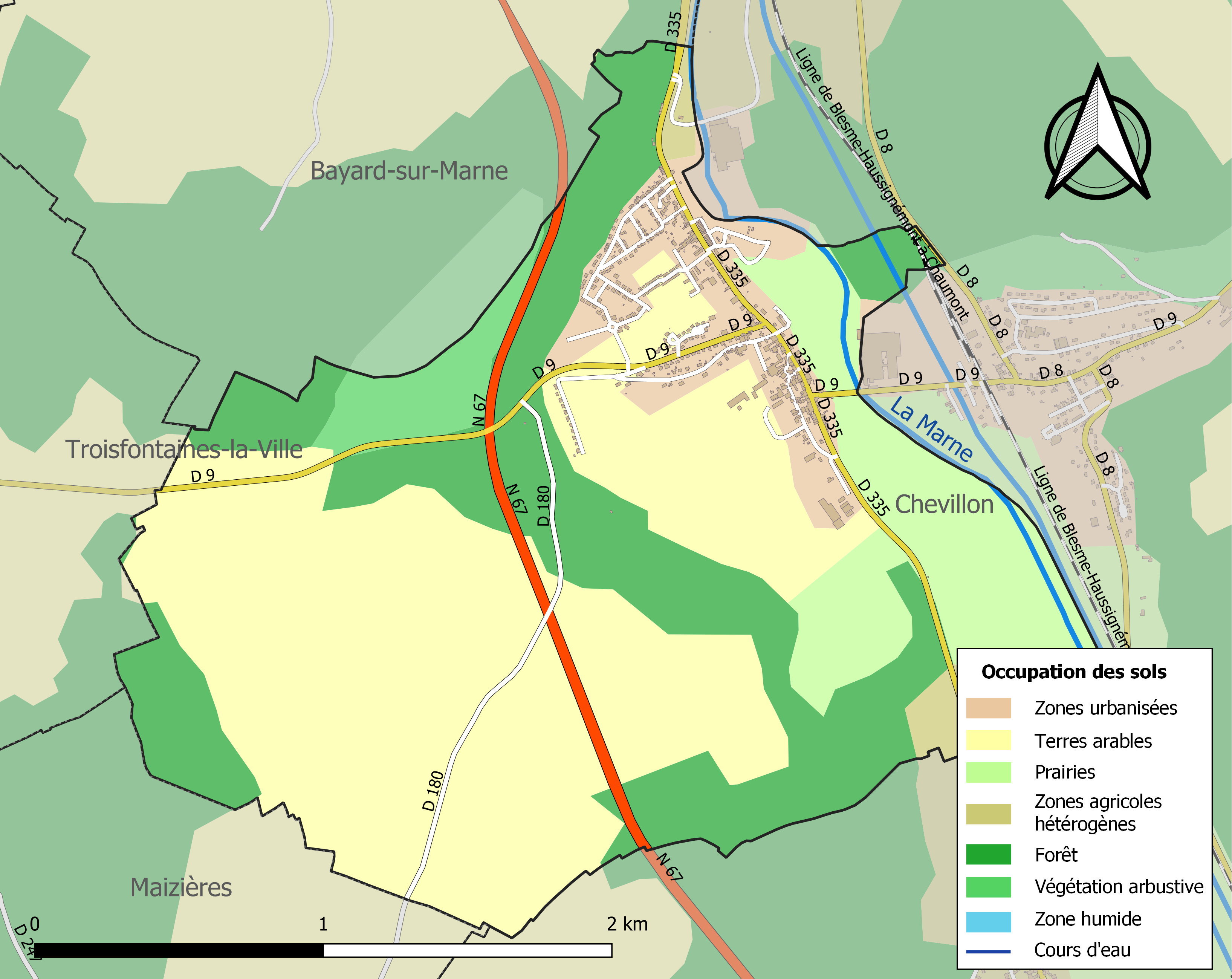
Carte des infrastructures et de l'occupation des sols de la commune en 2018 (CLC).

L'occupation des sols de la commune, telle qu'elle ressort de la base de données européenne d’occupation biophysique des sols Corine Land Cover (CLC), est marquée par l'importance des territoires agricoles (62,4 % en 2018), en diminution par rapport à 1990 (65,9 %). La répartition détaillée en 2018 est la suivante : 
terres arables (48 %), forêts (26,2 %), prairies (12,6 %), zones urbanisées (8,2 %), milieux à végétation arbustive et/ou herbacée (3,1 %), zones agricoles hétérogènes (1,8 %). L'évolution de l’occupation des sols de la commune et de ses infrastructures peut être observée sur les différentes représentations cartographiques du territoire : la carte de Cassini (XVIIIe siècle), la carte d'état-major (1820-1866) et les cartes ou photos aériennes de l'IGN pour la période actuelle (1950 à aujourd'hui).

### Habitat et logement
En 2020, le nombre total de logements dans la commune était de 377, alors qu'il était de 366 en 2015 et de 369 en 2010.
Parmi ces logements, 90,4 % étaient des résidences principales, 0,8 % des résidences secondaires et 8,8 % des logements vacants. Ces logements étaient pour 79,6 % d'entre eux des maisons individuelles et pour 20,2 % des appartements.
Le tableau ci-dessous présente la typologie des logements à Rachecourt-sur-Marne en 2020 en comparaison avec celle de la Haute-Marne et de la France entière. Une caractéristique marquante du parc de logements est ainsi une proportion de résidences secondaires et logements occasionnels (0,8 %) inférieure à celle du département (7,6 %) et à  à celle de la France entière (9,7 %). Concernant le statut d'occupation de ces logements, 64,6 % des habitants de la commune sont propriétaires de leur logement (63,2 % en 2015), contre 64,8 % pour la Haute-Marne et 57,5 pour la France entière.
| Typologie                                               | Rachecourt-sur-Marne | Haute-Marne | France entière |
| ------------------------------------------------------- | -------------------- | ----------- | -------------- |
| Résidences principales (en %)                           | 90,4                 | 80,6        | 82,1           |
| Résidences secondaires et logements occasionnels (en %) | 0,8                  | 7,6         | 9,7            |
| Logements vacants (en %)                                | 8,8                  | 11,9        | 8,2            |

### Voies de communication et transports
La commune est desservie par l'ancienne route nationale 67. La halte de chemin de fer la plus proche est la gare de Chevillon sur la ligne de Blesme - Haussignémont à Chaumont, située de l'autre côté de la Marne et desservie par les trains TER Grand Est qui effectuent des missions entre les gares de Saint-Dizier et de Chaumont.

## Politique et administration

### Rattachements administratifs et électoraux

#### Rattachements administratifs
La commune se trouve depuis 1943 dans l'arrondissement de Saint-Dizier du département de la Haute-Marne.
Elle faisait partie depuis 1901 du canton de Chevillon. Dans le cadre du redécoupage cantonal de 2014 en France, cette circonscription administrative territoriale a disparu, et le canton n'est plus qu'une circonscription électorale.

#### Rattachements électoraux
Pour les élections départementales, la commune fait partie depuis 2014 du canton d'Eurville-Bienville
Pour l'élection des députés, elle fait partie de la deuxième circonscription de la Haute-Marne.

### Intercommunalité
Rachecourt-sur-Marne était membre de la petite communauté de communes de la Vallée de la Marne, un établissement public de coopération intercommunale (EPCI) à fiscalité propre créé fin 2002 et auquel la commune avait transféré un certain nombre de ses compétences, dans les conditions déterminées par le code général des collectivités territoriales.
Dans le cadre des dispositions de la loi portant nouvelle organisation territoriale de la République du 7 août 2015, qui prévoit que les établissements publics de coopération intercommunale (EPCI) à fiscalité propre doivent avoir un minimum de 15 000 habitants, cette intercommunalité a fusionné  le 1er janvier 2017 au sein de la communauté d'agglomération Saint-Dizier, Der et Blaise, dont est désormais membre la commune.

### Liste des maires
| Période                                  | Période                        | Identité            | Étiquette | Qualité                                                                                  |
| ---------------------------------------- | ------------------------------ | ------------------- | --------- | ---------------------------------------------------------------------------------------- |
| Les données manquantes sont à compléter. |                                |                     |           |                                                                                          |
|                                          |                                |                     |           |                                                                                          |
| mars 2001                                | juin 2023                      | Didier Landry       |           | Chef d'entreprise Président de la CC de la Vallée de la Marne ( ? → 2016) Démissionnaire |
| septembre 2023                           | En cours (au 30 novembre 2023) | Marie-Laure Parison | DVD       | Employée Conseillère départementale d’Eurville-Bienville (2021 → )                       |

## Population et société

### Démographie
L'évolution du nombre d'habitants est connue à travers les recensements de la population effectués dans la commune depuis 1793. Pour les communes de moins de 10 000 habitants, une enquête de recensement portant sur toute la population est réalisée tous les cinq ans, les populations de référence des années intermédiaires étant quant à elles estimées par interpolation ou extrapolation. Pour la commune, le premier recensement exhaustif entrant dans le cadre du nouveau dispositif a été réalisé en 2006.

En 2022, la commune comptait 740 habitants, en évolution de −5,37 % par rapport à 2016 (Haute-Marne : −4,62 %, France hors Mayotte : +2,11 %).
| 1793 | 1800 | 1806 | 1821 | 1831 | 1836 | 1841 | 1846 | 1851 |
| ---- | ---- | ---- | ---- | ---- | ---- | ---- | ---- | ---- |
| 105  | 115  | 156  | 130  | 134  | 151  | 161  | 177  | 424  |

| 1856 | 1861 | 1866 | 1872 | 1876 | 1881 | 1886 | 1891  | 1896 |
| ---- | ---- | ---- | ---- | ---- | ---- | ---- | ----- | ---- |
| 485  | 557  | 617  | 663  | 679  | 788  | 808  | 1 010 | 896  |

| 1901 | 1906 | 1911 | 1921  | 1926  | 1931 | 1936 | 1946 | 1954 |
| ---- | ---- | ---- | ----- | ----- | ---- | ---- | ---- | ---- |
| 920  | 923  | 876  | 1 032 | 1 004 | 742  | 685  | 620  | 754  |

| 1962 | 1968 | 1975 | 1982 | 1990 | 1999 | 2006 | 2011 | 2016 |
| ---- | ---- | ---- | ---- | ---- | ---- | ---- | ---- | ---- |
| 728  | 833  | 887  | 911  | 838  | 760  | 798  | 820  | 782  |

| 2021 | 2022 | - | - | - | - | - | - | - |
| ---- | ---- | - | - | - | - | - | - | - |
| 750  | 740  | - | - | - | - | - | - | - |

### Cultes
Les fidèles catholiques de la commune sont rattachés à la paroisse Saint-Maximilien-Kolbe qui regroupe également Chamouilley, Roches, Bayard, Prez-sur-Marne, Gourzon, Eurville-Bienville, Chevillon, Breuil, Sommeville et Fontaines.

## Culture locale et patrimoine

### Lieux et monuments

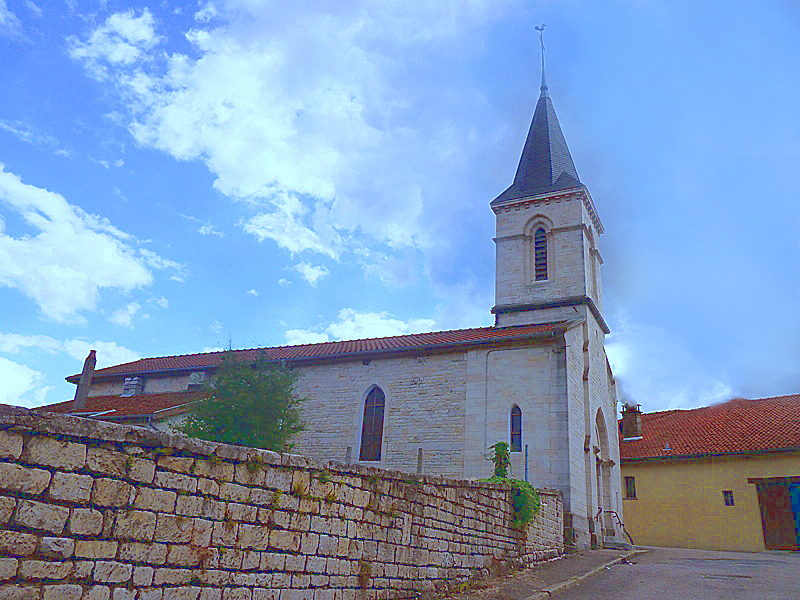
L'(église

- Église du Saint-Sauveur : chœur XVIe siècle, nef du XVIIIe siècle.
- Ancien prieuré de 1700.
- Cimetière mérovingien au sud de la commune.
- Rives de la Marne.

## Pour approfondir